# Dom-Museum (Bremen)

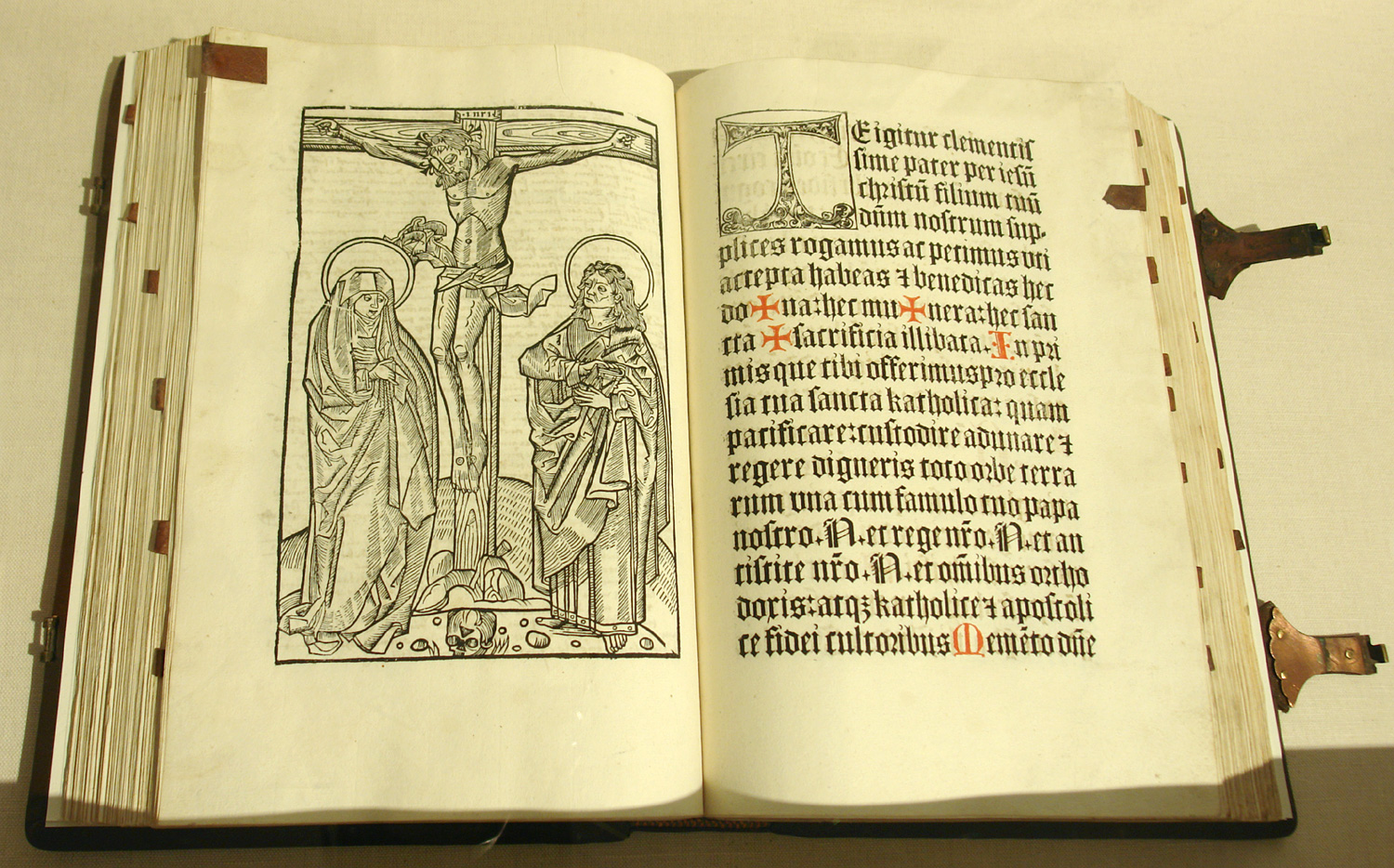
Missale secundum ritum ecclesie Bremense von 1511

Das Dom-Museum im Bremer St.-Petri-Dom ist ein ökumenisches Museum für bremische Kirchengeschichte, das 1987 zur Aufnahme von Funden aus den mittelalterlichen Bischofsgräbern des Doms gegründet wurde. Es steht in der Trägerschaft der Stiftung Bremer Dom e. V.

## Ausgrabungen
Während der letzten großen Dom-Restaurierung in den Jahren 1973 bis 1976, für die der Dom für die Öffentlichkeit geschlossen wurde, fanden parallel Ausgrabungen statt. Der Bremer Landesarchäologe konnte durch drei Jahre lang andauernde Grabungen und deren wissenschaftliche Auswertung Erkenntnisse zur vorromanischen Baugeschichte gewinnen und die Bischofsgräber bergen. Ein erster Versuch dazu von Helen Rosenau im Jahr 1930 hatte vorzeitig abgebrochen werden müssen.
Begünstigt wurde das Vorhaben durch die Absicht, im Rahmen der Renovierung im Untergrund des Mittelschiffes eine Umluftheizung zu verlegen und die Tatsache, dass schon um 1200 die vorromanischen Bischofsgräber in ein Sammelgrab umgebettet worden waren.

### Gräber der Bischöfe und Erzbischöfe
Die Lokalisierung der neuen Sepultur (Grablege der Domherren) anhand des unter Adam von Bremen erstellten Hannoverschen Plans waren zuvor nicht möglich, weil sie sich auf Punkte der vorromanischen Bauwerke bezogen, deren Lage zum bestehenden Bau erst durch die neuen Grabungen zu bestimmen waren.
Die Öffnung und Bergung begann im Juni 1974 unter der Leitung von Karl Heinz Brandt. Gefunden wurden elf Grabgruben und Grabanlagen, die aber nicht alle Bestattungen enthielten. Bei den zum Teil intakten Gräbern ist eine sichere Identifizierung der Personen mit den bisher angewandten Methoden nicht sicher möglich. Die Grabfunde werden deshalb nur mit Nummern bezeichnet. Auf Erzbischof Unni, der in Birka gestorben war und dessen Kopf nach Bremen überführt wurde, scheint eine zirka 80 × 80 cm große Grube hinzuweisen.
Erzbischöfe wurden im Mittelalter, ebenso wie Päpste und Fürsten, in vollem Ornat begraben. Hinzu kamen die liturgischen Insignien und Gefäße: Der Bischofsstab, der Ring, sowie Kelch und Patene. Die im Dom gefundenen Gegenstände liefern wichtige Erkenntnisse für die Bremer Kirchengeschichte und sind von zentraler Bedeutung für die Textilforschung.
Zu den wenigen Fundstücken außerhalb der Gräber gehören vor allem Münzen, wenige keramische Fragmente und Metallsachen.

### Konservierung der Funde
Bereits vor der Öffnung der Gräber und Bergung der Bestatteten mussten die Bergungsmethoden und Konservierungsmöglichkeiten erkundet werden. 
Als Konservierungsstätte für die Textilien ließ sich, nach vergeblichen Bemühungen in Deutschland, die Textilwerkstatt des Schwedischen Reichsamtes für Denkmalpflege in Stockholm gewinnen, wohin Material aus acht Gräbern zur Untersuchung geschickt wurde. Mit dem Abschluss der Arbeiten wird für 2008 gerechnet.
Das Niedersächsische Landesinstitut für Marschen- und Wurtenforschung (heute Niedersächsisches Institut für historische Küstenforschung (NIhK)) in Wilhelmshaven übernahm die Konservierung der Grabbeigaben wie Bischofsstäbe, Kelche und Patenen.

## Museum

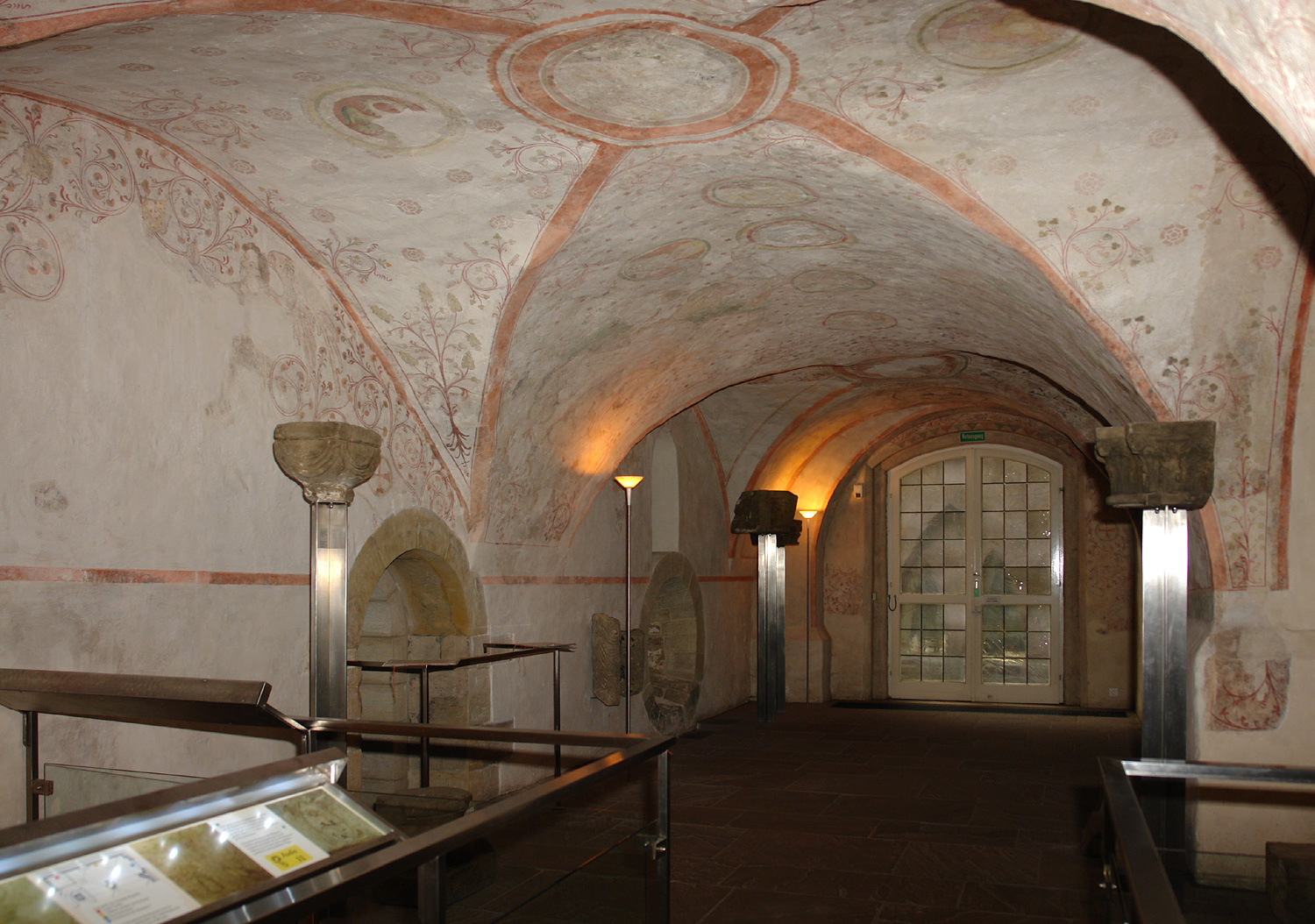
Museumseingang, eine ehemalige Kapelle, mit gotischen Wandmalereien (um 1414)

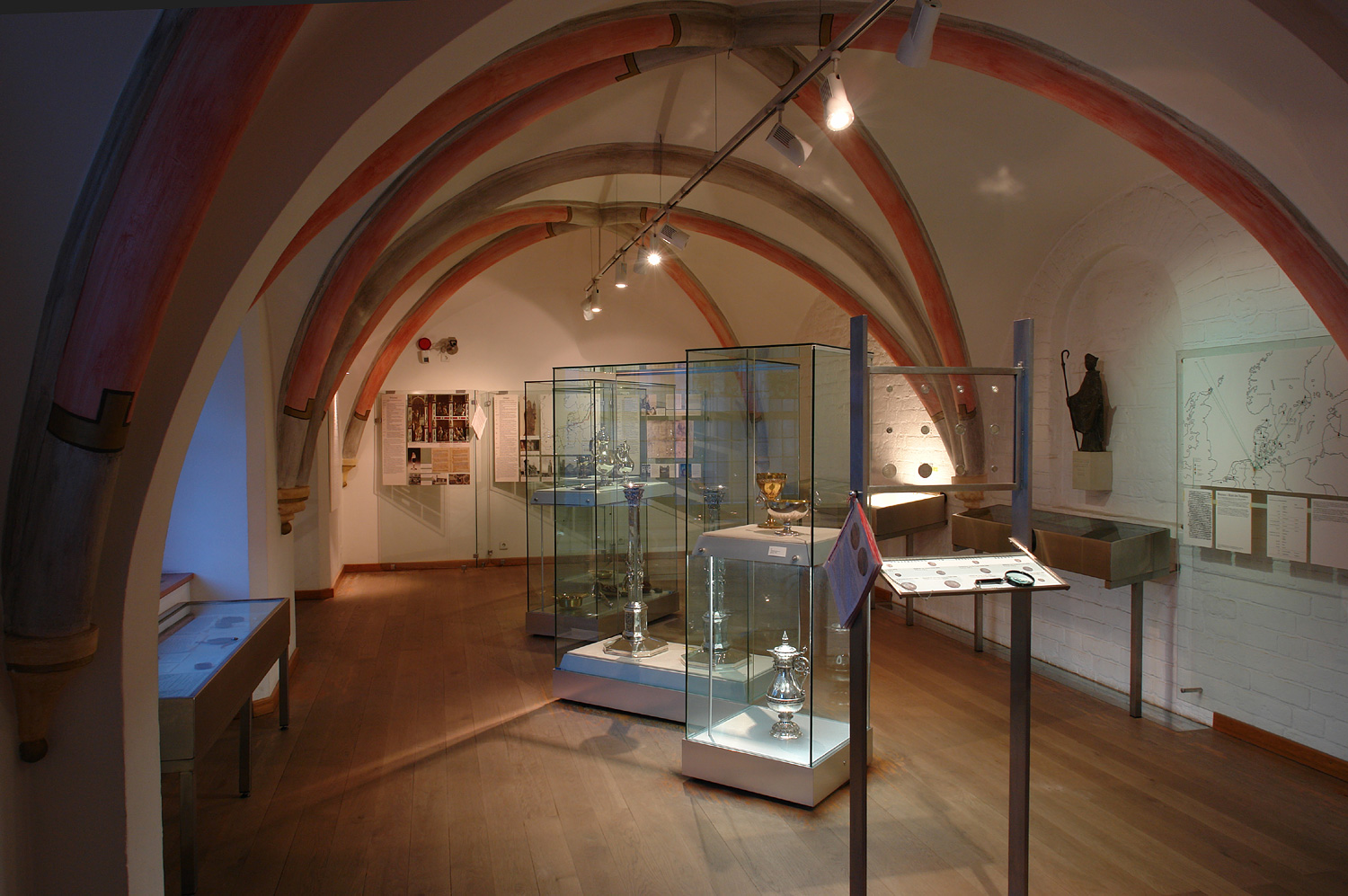
Der „Silberraum“ mit den Themenbereichen Bistum Bremen und historisches Altarsilber

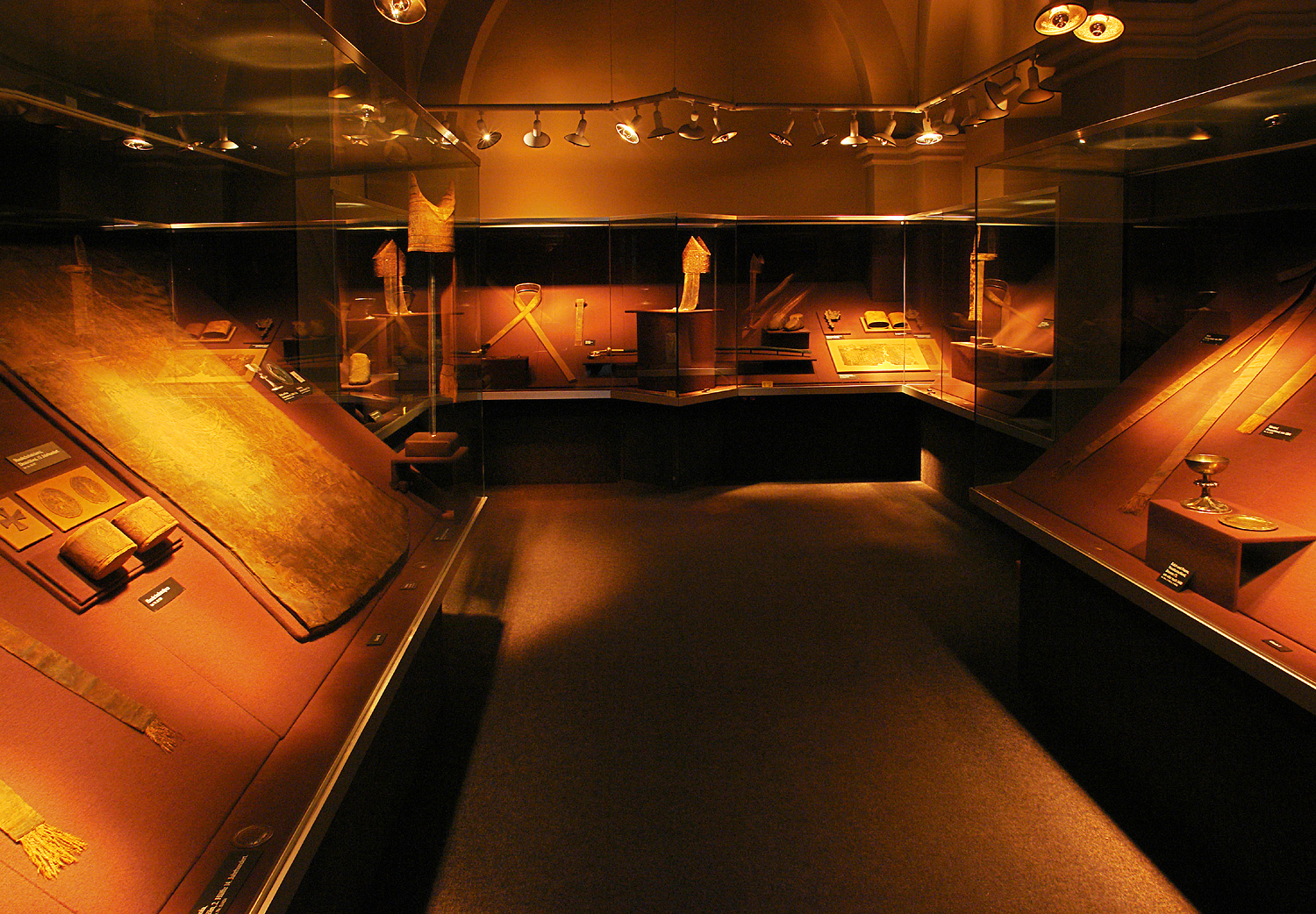
Der „Textilraum“ mit den Grabungsfunden

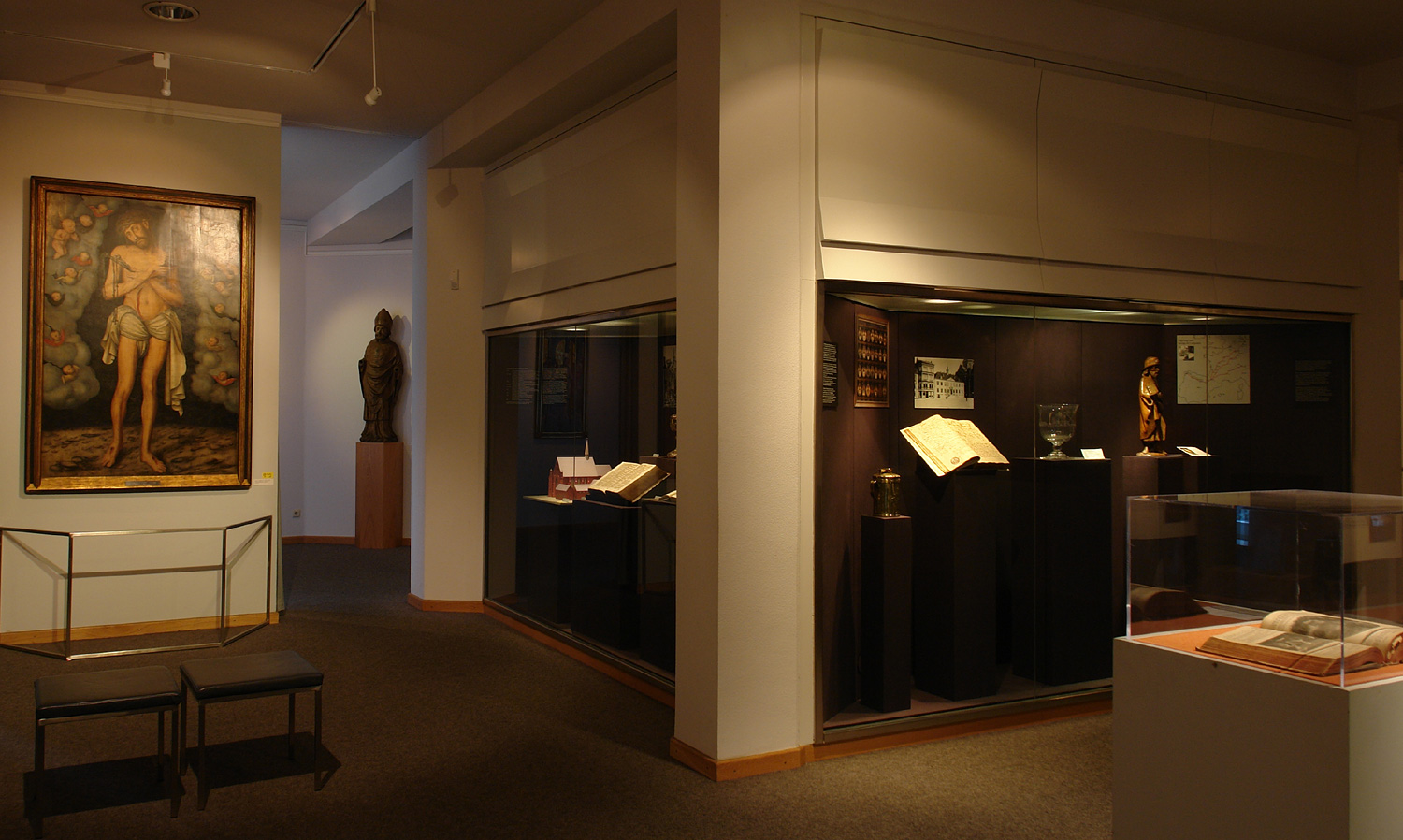
Ausstellungsraum im Neubau mit dem Christusgemälde Schmerzensmann von Lucas Cranach d. Ä.

Das Museum befindet sich in den romanischen und gotischen Anbauten im Südosten der Kirche und gibt einen Einblick in die frühe Geschichte und Baugeschichte des Domes und des Erzbistums Bremen. 
Der Museumseingang im Winkel zwischen dem Hochchor und dem südlichen Querschiff führt in einen Raum mit Wand- und Gewölbemalereien, die Anfang des 15. Jahrhunderts entstanden, als hier eine Kapelle mit Marienaltar eingerichtet wurde. Von 1823 bis 1984 befanden sich in diesem großen Doppelraum die durch natürliche Austrocknung vor Verwesung geschützten Leichen (Mumien) des Bleikellers, die in einen Raum außerhalb des Doms umgelagert wurden. Heute befinden sich hier Exponate aus Stein, wie der bei den Ausgrabungen 1974 gefundene Steinsarg von Erzbischof Bezelin, das erst 1930 bei Ausgrabungen gefundene Sandsteinrelief des Hl. Abendmahls (Anfang 15. Jahrhundert) und das Doppelrelief mit der Darstellung der Arztheiligen Cosmas und Damian (um 1400).
Im Treppenhaus zum nächsten Ausstellungsraum befinden sich ein Epitaph von 1549, die Darstellung der Dreieinigkeit in Form des Gnadenstuhls und die ältesten Exponate des Museums: Zwei Tierreliefs aus dem 11./12. Jahrhundert. Sie wurden im 13. Jahrhundert als Baumaterial wiederverwendet und bei der großen Domrestaurierung Ende des 19. Jahrhunderts im Abbruchschutt der alten Westfassade gefunden.
Der „Silberraum“ in der oberen Etage ist den Themenbereichen Geschichte des Bistums Bremen und dem historischen Altarsilber gewidmet. Leuchter und Kelche aus der Zeit von 1400 bis 1869, die beiden ältesten Stücke stammen noch aus vorreformatorischer Zeit. In einer Pultvitrine liegt das älteste Buch aus dem Bestand der Dombibliothek, das Missale secundum ritum ecclesie Bremense von 1511, die Beschreibung des nur in Bremen gültigen Ritus für die Messe. Von diesem Buch gibt es in Bremen nur vier Exemplare.
Im abgedunkelten „Textilraum“, der einstigen Domschatzkammer (Trese), werden die bei der archäologischen Grabung 1973 bis 1976 in 13 Bestattungen gefundenen bischöflichen Gewänder und Insignien (Krummstab und Bischofsring), sowie die Zeichen der Geistlichen (Kelch und Patene) ausgestellt. Die Exponate sind mit Grabnummern gekennzeichnet, weil eine Identifizierung der in den Gräbern Bestatteten bei der Aufdeckung nicht möglich war.
Einige Funde aus den Bischofs- und Erzbischofsgräbern wurden bereits vom 17. Juni bis 30. September 1979 im Bremer Landesmuseum für Kunst und Kulturgeschichte (Focke-Museum) ausgestellt.
Der große L-förmige Raum im Erweiterungsteil wird von Gemälden geprägt. Darunter ein Gemälde (170 × 110,5 cm) von Lucas Cranach d. Ä. mit der lebensgroßen Darstellung Christi als Schmerzensmann, 1825 gestiftet von Senator Gottlieb Friedrich Carl Horn. Zwei spätmittelalterliche Altargemälde, vermutlich Teile eines Klappaltars, stammen aus der Zeit um 1500.
In einer Pultvitrine das Gesangbuch der St.-Petri-Domgemeinde von 1703 und ein Faksimile des Dagulf-Psalters aus dem 8. Jahrhundert, der nach einem Eintrag von 1450 in den Bremer Dom kam. Vor Beginn des 17. Jahrhunderts wurden Einbanddeckel und Schriftteil getrennt. Die Handschrift ging als Geschenk an Kaiser Leopold I. und kam zwischen 1666 und 1669 in die Wiener Hofbibliothek, heute Österreichische Nationalbibliothek, die Elfenbeintafeln des Einbands befinden sich im Louvre.
In weiteren Vitrinen sind als Leihgaben liturgische Geräte der Propsteigemeinde St. Johann und Traditionsgeräte der Bremer St. Jacobi-Brüderschaft ausgestellt.